# Perisphaeria ruficornis
Perisphaeria ruficornis är en kackerlacksart som först beskrevs av Henri Saussure och Leo Zehntner 1895.  Perisphaeria ruficornis ingår i släktet Perisphaeria och familjen jättekackerlackor. Inga underarter finns listade i Catalogue of Life.